# Fray Bentos
Fray Bentos è una cittadina dell'Uruguay, capoluogo del dipartimento di Río Negro.

## Geografia
Fray Bentos è situata sulla sponda sinistra del fiume Uruguay a 315 km a nord-ovest della capitale Montevideo.

## Storia
Fu fondata per decreto ufficiale il 16 aprile 1859 con il nome di Villa Independencia. Fu proclamata capoluogo del dipartimento di Río Negro il 7 luglio dell'anno seguente con la Legge N° 1.475.
Nel 1861 aprì i battenti un impianto industriale, rilevato sei anni dopo dalla Liebig's Extract of Meat Company, che si specializzò nella produzione di estratto di carne e carne in scatola. Dal 1924 la fabbrica, Frigorífico Anglo del Uruguay, iniziò ad esportare carne surgelata.
Nel 2015 gli impianti industriali ed il barrio Anglo furono proclamati Patrimonio dell'umanità dall'UNESCO.

## Cultura

### Istruzione

#### Musei
- Museo de la Rivoluzione Industriale, situato all'interno dell'impianto dell'ex Frigorífico Anglo.
- Museo Luis Alberto Solari

## Infrastrutture e trasporti

### Strade
Fray Bentos è unita all'Argentina dal ponte Libertador Generale San Martín. Dalla città diparte la Strada 2 che dopo un percorso di 180 km nell'Uruguay sud-occidentale termina a Rosario.

### Porti
Fray Bentos è dotata di un porto fluviale situato nei pressi del centro della città. L'infrastruttura portuale è dotata di due banchine in cemento armato, di un deposito per le granaglie e uno per le merci.